# Marius Lindvik
Marius Lindvik (Oslo, 27 de junio de 1998) es un deportista noruego que compite en salto en esquí.
Participó en los Juegos Olímpicos de Pekín 2022, obteniendo una medalla de oro en el trampolín grande individual. Ganó cuatro medallas en el Campeonato Mundial de Esquí Nórdico, en los años 2023 y 2025.
En los Juegos Europeos de Cracovia 2023 consiguió una medalla de plata en la prueba de trampolín normal por equipo mixto.

## Palmarés internacional
| Juegos Olímpicos   | Juegos Olímpicos    | Juegos Olímpicos  | Juegos Olímpicos         |
| Año                | Lugar               | Medalla           | Prueba                   |
| ------------------ | ------------------- | ----------------- | ------------------------ |
| 2022               | Pekín (China)       | Medalla de oro    | TG individual            |
| Campeonato Mundial |                     |                   |                          |
| Año                | Lugar               | Medalla           | Prueba                   |
| 2023               | Planica (Eslovenia) | Medalla de plata  | TG por equipo            |
| 2025               | Trondheim (Noruega) | Medalla de oro    | TN individual            |
| 2025               | Trondheim (Noruega) | Medalla de oro    | TG por equipo mixto      |
| 2025               | Trondheim (Noruega) | Medalla de bronce | TG por equipo            |
| Juegos Europeos    |                     |                   |                          |
| Año                | Lugar               | Medalla           | Prueba                   |
| 2023               | Zakopane (Polonia)  | Medalla de plata  | TN por equipo mixto (EV) |